# Normandia

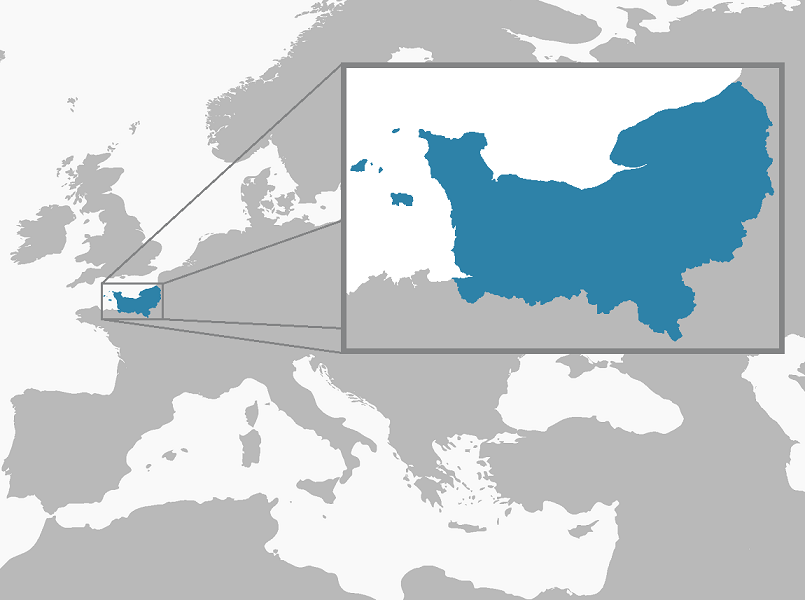
Normandia

Normandia (franciául: Normandie, normand nyelven Normaundie) földrajzi és kulturális tájegység Franciaország északnyugati részén, a Francia Királyság egyik történelmi tartománya. 
2015 végéig létezett két régiója: Felső-Normandia (Haute-Normandie) – a Szajna alsó folyása mentén, Párizstól északra, – és Alsó-Normandia (Basse-Normandie) – Párizstól nyugatra, ide számít a Cotentin-félsziget is. Felső-Normandiát Seine-Maritime és Eure, Alsó-Normandiát Orne, Calvados és Manche megye alkotta. Franciaország egész területén itt élnek a legkevesebben.[forrás?]
2016. január 1-én a két korábbi régió összevonásával új közigazgatási régió alakult, szintén Normandia néven és az öt korábbi megye változatlan megtartásával.

## Földrajz
Fontosabb folyók a következők: Szajna, Orne, Vire, Eure, Risle, Robec, Touques, Couesnon.

## Települések
Normandiában nagyjából 3,5 millióan laknak, legnépesebb városai: Rouen (385 000 lakos az elővárosokkal együtt), Le Havre (247 000 lakos), Caen (200 000 lakos) és Cherbourg-Octeville (89 000 lakos).

## Története
Normandia névadói a normannok, akik Rollo normandiai herceg vezetésével a 911-es Saint-Clair-sur-Epte-i szerződésben kapták meg a tartományt III. Károly nyugati frank királytól. Rollo, aki 912-ben a Robert nevet kapta a keresztségben, a tartomány első hercege volt, bár jómaga és fia, I. Vilmos is a grófnak megfeleltethető jarl címet használta. A maroknyi normann hamarosan elfranciásodott, a tartományban kialakult a feudalizmus. A hercegek szigorúan ellenőrzésük alatt tarthatták tartományukat, mivel kezdettől fogva érvényesítették primátusukat vazallusaik vazallusai felett, azaz az egész hűbéri lánc nekik engedelmeskedett.

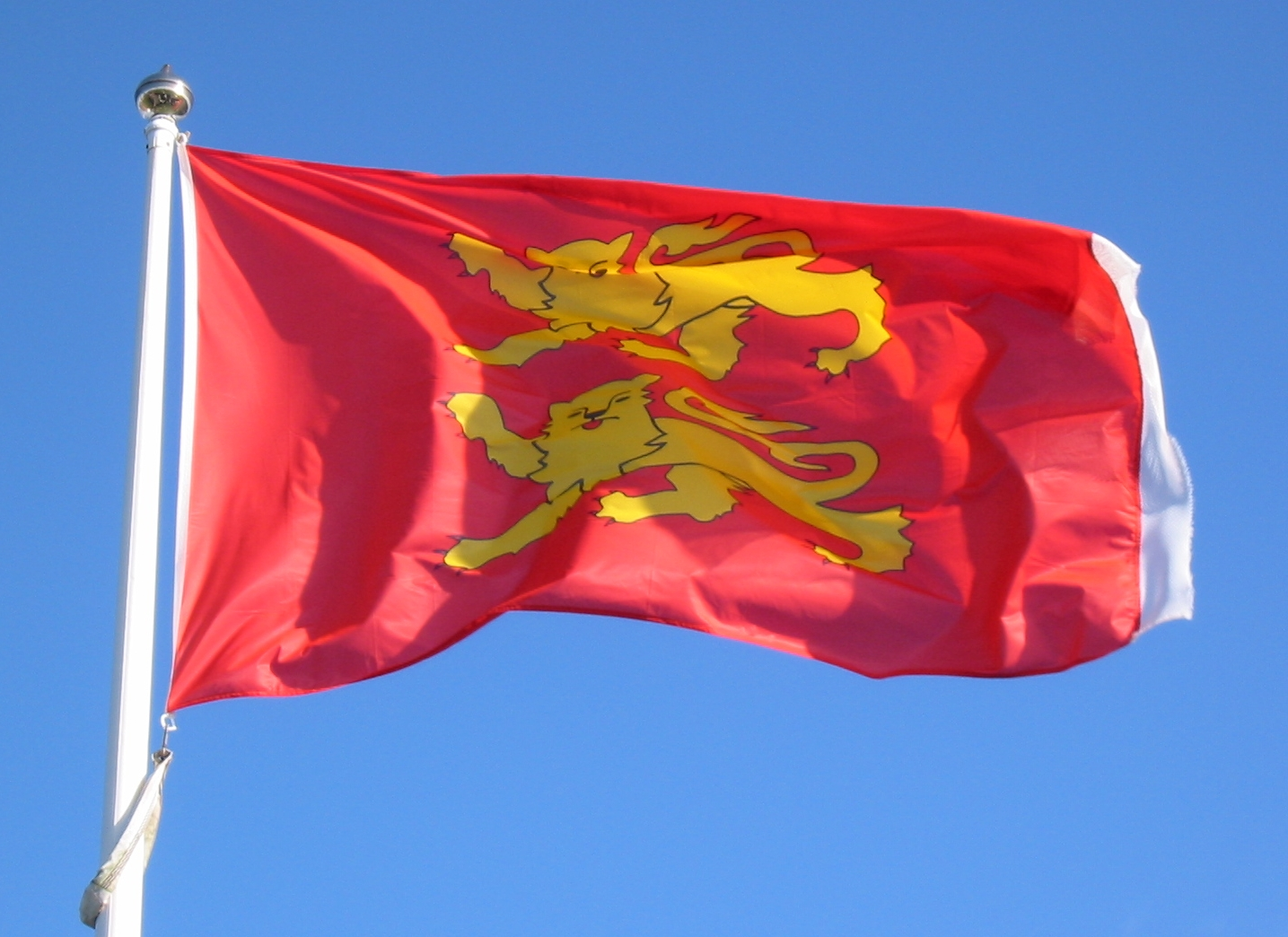
Normandia zászlaja

Normann herceg volt Hódító Vilmos, aki 1066-ban az Angol Királyságot is megszerezte magának. Ez nem jelentette azt, hogy a két trón egyesült volna, bár mindig az angol uralkodók rokonai ültek a királyság trónjára. Ez a 13. század elejéig így is volt. Normandiát – pontosabban annak szárazföldi részét, mivel a Csatorna-szigetek, Jersey és Guernsey a mai napig brit uralom alatt áll – végül II. Fülöp Ágost hódította meg 1204-ben Földnélküli Jánostól, aki korábban normandiai hercegként francia segítséggel áskálódott bátyja, Oroszlánszívű Richárd ellen.
Ettől kezdve Normandia a francia koronabirtok részét képezte, csak a Valois-házban fordult elő, hogy olykor apanázsul adták a tartományt egy-egy hercegnek. Így a későbbi II. János és V. Károly is Normandia ura lett. V. és VI. Henrik angol király a százéves háború során még megszerezte magának a szárazföldi Normandiát is egy időre. Az utolsó tényleges hatalommal bíró herceg II. Károly, XI. Lajos francia király fivére volt 1465–1469 között, aztán a címet a 18. század végéig nem adományozták. Legutoljára névleges hercegként Lajos Károly dauphin (XVI. Lajos fia), 1785 és 1789 között. 1944. június 6-án Normandiában szálltak partra a szövetségesek, ezzel megkezdődött Európa felszabadítása a nemzetiszocialista megszállás alól.